# Дьєнб'єн
Дьєнб'єн (в'єт. Điện Biên) — провінція у північно-західному регіоні В'єтнаму. Утворена у 2004 році у зв'язку з відділенням даної території від провінції Лайтяу. Адміністративний центр провінції — місто Дьєнб'єнфу.
Межує з провінціями Лайтяу (на півночі), Шонла (на південному сході), Лаосом (на заході) і Китаєм (на півночі). Площа становить 9563 км², населення на 2009 рік (перепис) — 490 306 жителів. Щільність населення — 51,35 осіб/км².
Національній склад населення (за даними перепису 2009 року): тхай 186 270 осіб (37,99 %), мяо 170 648 (34,80 %), в'єтнамці 90 323 (18,42 %), кхму 16 200 (3,30 %), яо 5 251 (1,07 %), лао 4 564 (0,93 %), кханг 4 220 (0,86 %), хані 3 786 (0,77 %), інші 9 044 (1,84 %).